# MC Hammer

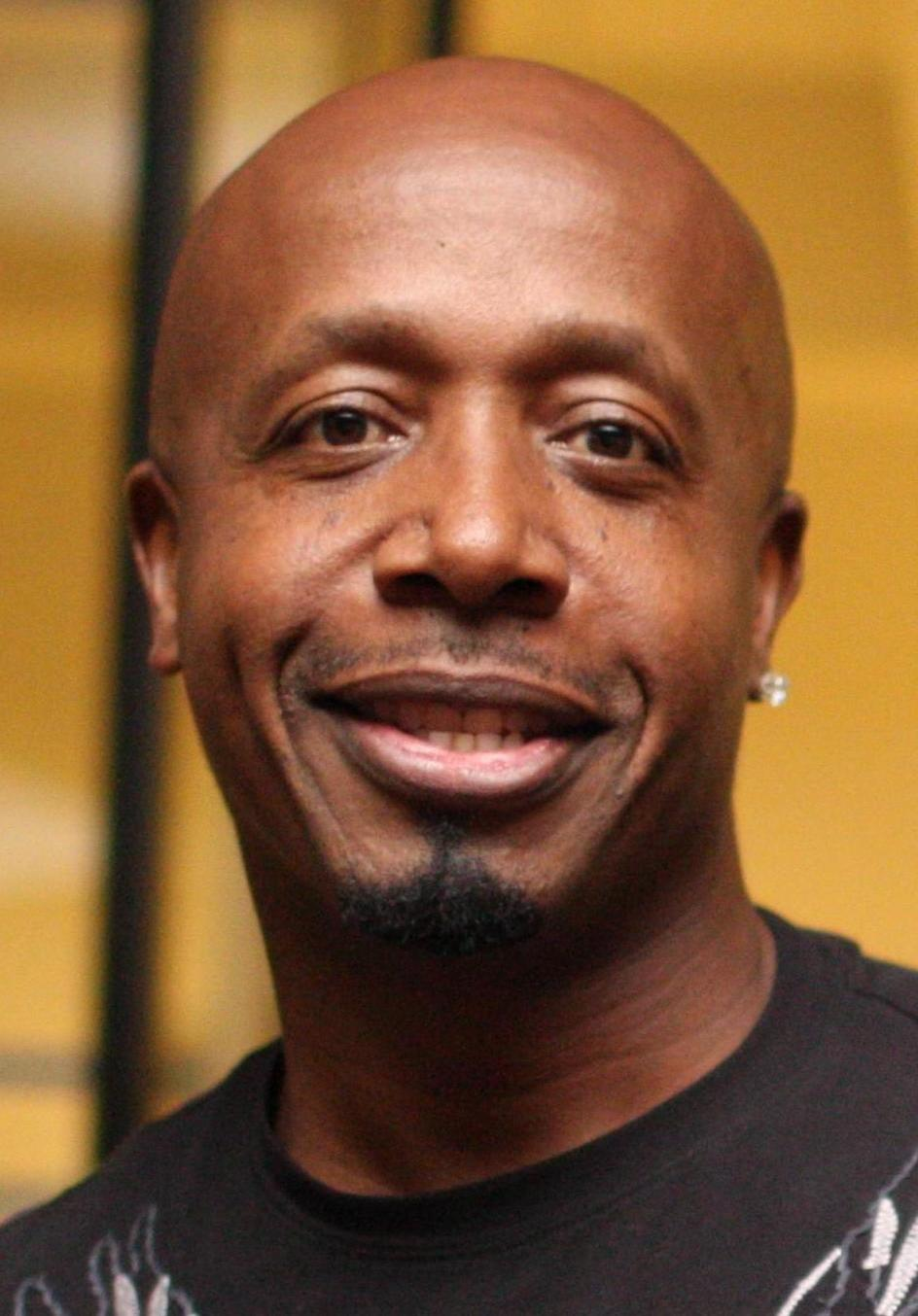
MC Hammer în 2008

Stanley Kirk Burrell (cunoscut cu pseudonimul artistic de MC Hammer) (n. 30 martie 1962) este un cântăreț de muzică hip-hop și actor american, cunoscut și datorită melodiei "U Can't Touch This" (1990).